# Павлівка (Люблінське воєводство)
Павлівка (пол. Pawłówka) — село в Польщі, у гміні Рахані Томашівського повіту Люблінського воєводства.
Населення — 310 осіб (2011). Розташоване на Закерзонні (в історичному Надсянні).

## Історія
1942 року польські шовіністи вбили в селі 6 українців.

## Демографія
Демографічна структура станом на 31 березня 2011 року:
|          | Загалом | Допрацездатний вік | Працездатний вік | Постпрацездатний вік |
| -------- | ------- | ------------------ | ---------------- | -------------------- |
| Чоловіки | 161     | 31                 | 96               | 34                   |
| Жінки    | 149     | 29                 | 67               | 53                   |
| Разом    | 310     | 60                 | 163              | 87                   |